# Comunidad judía de Vallejo
La Comunidad Kahal Kadosh Benei Elohim o también conocida popularmente como la Comunidad Judía de Vallejo, por ubicarse en la colonia Vallejo en la Ciudad de México, es una comunidad emergente de más de cien años de antigüedad. Fue gracias a las leyes de reforma de Benito Juárez en 1860, que decretaba la libertad de cultos, que pudo ser fundada y dirigida desde 1880 por la familia Laureano. A principios del siglo XX la Comunidad Judía de Vallejo es reconocida por primera vez como entidad social por un periódico en español llamado El Imparcial.
En su escudo el fondo azul y las olas significan el océano Atlántico. La estrella de David y los rayos representan la migración judía que se inició en 1492 con Cristóbal Colón.
Sus miembros dicen ser una congregación de descendientes de Anusim y afirman que su origen se remonta a los primeros judíos que llegaron en la época Colonial en México del siglo XVI, a partir de la llegada de Cristóbal Colón en América y con la llegada de Hernán Cortes y que sobrevivieron a la Inquisición.
Este remanente Anusim o de cristianos nuevos a pesar de no poder declarar su fe por mucho tiempo en público, conservaron su identificación con el judaísmo. Dando lugar a sin número de mitos, leyendas, documentales, libros, artículos periodísticos o científicos y estudios tanto de rabinos reconocidos, así como de instituciones judaicas como Kulano.
La dirección de la instalación de la Sinagoga es: 
Carusso N.º 254 entre las calles de Donizetti y Clave, Col. Vallejo, Alcaldía Gustavo A. Madero, Ciudad de México.
Sus dirigentes han sido los siguientes:
1880-1932 Sr. Bonifacio Laureano Moyar.
1933-1986 Lic. Baltazar Laureano Ramírez.
A partir del fallecimiento del Lic. Baltazar hubo una división interna.
1986-2014 Dr. Benjamín Laureano Luna  simultáneamente con Moises Laureano Resendiz de 1986 al 2000.
A partir del año 2000 la instalación de la Sinagoga se encuentra cerrada por decisión de la Familia Laureano Resendiz.
El Dr. Laureano Luna realizó los servicios religiosos en la Calle de Emperadores N.º 168, Col. Portales, Alcaldía Benito Juárez, Ciudad de México y Moises Laureano Resendiz ofreció los servicios religiosos en las instalaciones de la misma.
2015- al presente Lic. Rubén Kin Laureano Fresco simultáneamente con Areli Laureano Resendiz como lideresa desde el año 2000.
En el año 2015 el Lic. Laureano Fresco emite una convocatoria en el Instituto Cultural México Israel para los de origen Mexicanos que tienen antecedentes familiares que sean de origen criptojudíos de origen español para que retornen a la Comunidad de Vallejo.
A partir del año 2015 las instalaciones de Emperadores N.º 168 quedaron inservibles por decisión de Dinah Citlali Laureano Fresco. 
Desde el fallecimiento del Dr. Benjamín Laureano se encuentra en periodo de transición inmóvil de ambos lados que prontamente se resolverá en el año 2020 por parte del Lic. Laureano Fresco.
Este periodo de transición inmóvil por múltiples problemas graves por no tener un lugar de espacio propio desde 2015 al 2019 ha sido la época más delicada de la subsistencia de esta Comunidad.
Se espera que a partir del año 2020 se inicie una gestión de avances por parte del Lic. Laureano Fresco por medio de un equipo de colaboración, alianza con otra Sinagoga y rentar un espacio de oficina para poder continuar algún tipo de servicio por parte de esta Comunidad hacia sus miembros.